# Limagroep
De Limagroep, in het Spaans en Portugees Grupo de Lima (GL), is een groep bestaande uit veertien landen van het Amerikaanse continent.
De groep werd in de Peruaanse hoofdstad Lima opgericht na de zogenaamde Verklaring van Lima van 8 augustus 2017.
Hier hadden ministers van Buitenlandse Zaken en gezanten van 12 landen elkaar ontmoet, teneinde een vreedzame afloop van de crisis in Venezuela te bewerkstelligen.

## Geschiedenis

### Verklaring van Lima
De Verklaring van Lima legde de hoofdlijnen en doelstellingen vast van de Limagroep in haar poging om te bemiddelen in de crisis in Venezuela. De groep eist onder andere de vrijlating van politieke gevangenen, roept op tot vrije verkiezingen, biedt humanitaire hulp en veroordeelt de ineenstorting van de institutionele orde in dit Zuid-Amerikaanse land.

### De presidentsverkiezingen van 2018 inVenezuela
De Venezolaanse presidentsverkiezingen van 2018 werden door de Limagroep openlijk veroordeeld, aangezien deze onrechtvaardig, ondemocratisch en zonder onafhankelijk internationaal toezicht verliepen. Daags voor de verkiezingsdatum van 20 mei 2018 riep de Limagroep – naast de Verenigde Staten en de Europese Unie – op tot annulering van de verkiezingen. Na de herverkiezing van president Maduro, riepen de veertien lidstaten van de Limagroep hun ambassadeurs uit Venezuela terug. Reeds tijdens de bijeenkomst van februari 2018 uitte de groep zijn afkeuring over de oproep tot presidentsverkiezingen in Venezuela. De Peruaanse minister van buitenlandse zaken, Cayetana Aljovín, meldde namens de groep dat Nicolás Maduro ook niet welkom was op de 8e Summits of the Americas in 2018. Zij verwees hierbij naar de Verklaring van Quebec van 2001, die stelt dat "de afbraak van de democratie een onoverkomelijke belemmering vormt voor de deelname van een lidstaat in de Summits of the Americas".

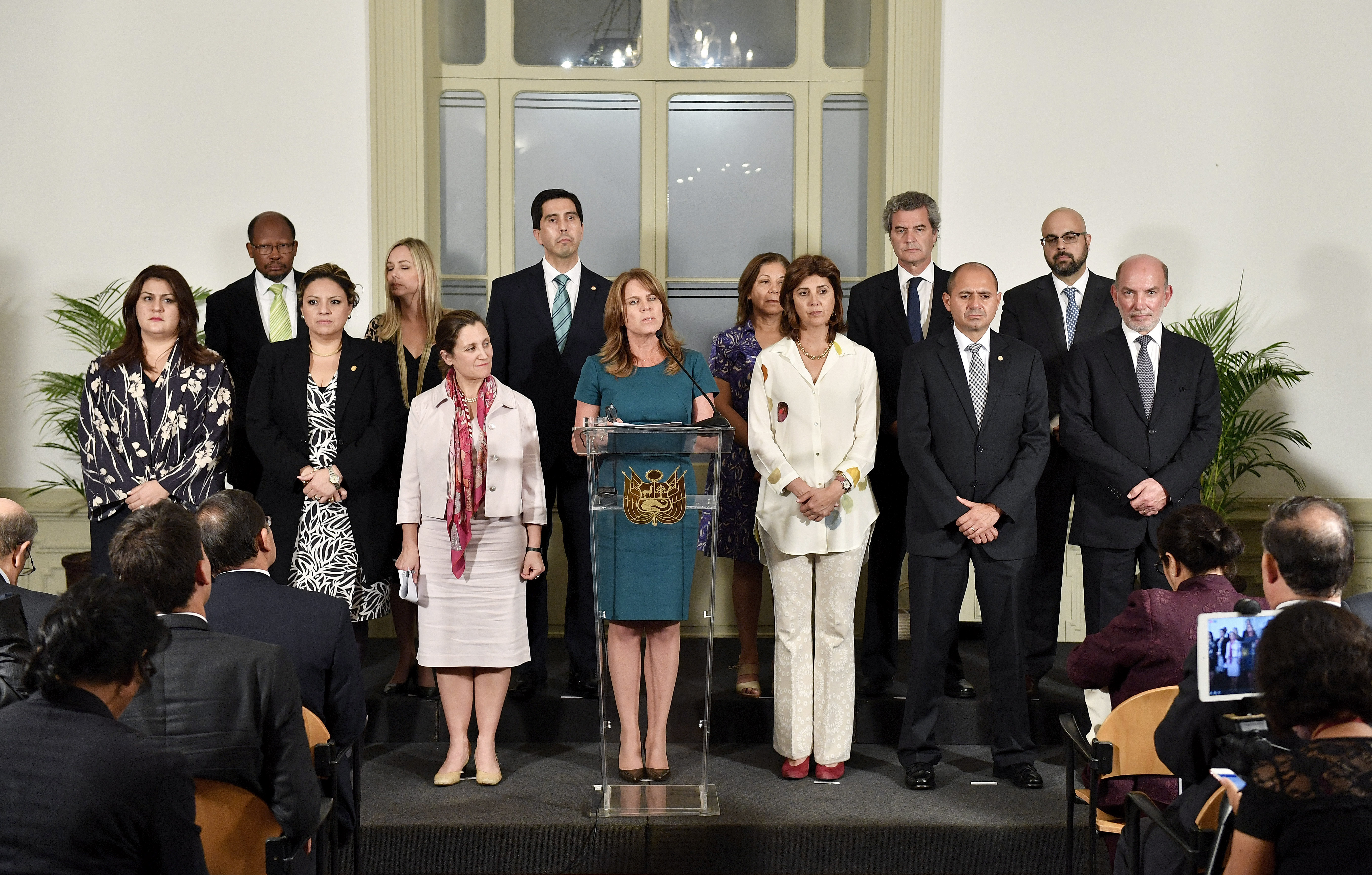
Vertegenwoordigers van de Limagroep, met centraal de Peruaanse kanselier, Cayetana Aljovín, in paleis Torre Tagle (Lima) gedurende een officiële bijeenkomst op 13 februari 2018.

## Leden
Twaalf Amerikaanse landen ondertekenden in eerste instantie de verklaring: Argentinië, Brazilië, Canada, Chili, Colombia, Costa Rica, Guatemala, Honduras, Mexico, Panama, Paraguay en Peru. Later traden Guyana en Saint Lucia toe.
Ook wordt de organisatie ondersteund door Barbados, de Verenigde Staten, Grenada en Jamaica, die aanwezig waren op de eerste vergadering, alsmede organisaties zoals de Organisatie van Amerikaanse Staten en de Europese Unie. Daarnaast heeft de Venezolaanse oppositie haar steun gegeven.